# Ouville-la-Bien-Tournée
Ouville-la-Bien-Tournée és un municipi francès situat al departament de Calvados i a la regió de Normandia. L'any 2007 tenia 220 habitants.

## Demografia

### Població
El 2007 la població de fet d'Ouville-la-Bien-Tournée era de 220 persones. Hi havia 96 famílies de les quals 24 eren unipersonals (16 homes vivint sols i 8 dones vivint soles), 36 parelles sense fills, 32 parelles amb fills i 4 famílies monoparentals amb fills.
La població ha evolucionat segons el següent gràfic:
Habitants censats

### Habitatges
El 2007 hi havia 109 habitatges, 95 eren l'habitatge principal de la família, 8 eren segones residències i 6 estaven desocupats. Tots els 107 habitatges eren cases. Dels 95 habitatges principals, 88 estaven ocupats pels seus propietaris, 4 estaven llogats i ocupats pels llogaters i 3 estaven cedits a títol gratuït; 1 tenia una cambra, 7 en tenien dues, 17 en tenien tres, 31 en tenien quatre i 38 en tenien cinc o més. 84 habitatges disposaven pel capbaix d'una plaça de pàrquing. A 42 habitatges hi havia un automòbil i a 47 n'hi havia dos o més.

### Piràmide de població
La piràmide de població per edats i sexe el 2009 era:
| Homes | Edats   | Dones |
| ----- | ------- | ----- |
| 0     | 95 o +  | 0     |
| 4     | 90 a 94 | 0     |
| 0     | 85 a 89 | 0     |
| 4     | 80 a 84 | 0     |
| 0     | 75 a 79 | 8     |
| 4     | 70 a 74 | 8     |
| 4     | 65 a 69 | 0     |
| 4     | 60 a 64 | 8     |
| 4     | 55 a 59 | 4     |
| 4     | 50 a 54 | 4     |
| 24    | 45 a 49 | 16    |
| 16    | 40 a 44 | 8     |
| 4     | 35 a 39 | 12    |
| 8     | 30 a 34 | 8     |
| 8     | 25 a 29 | 16    |
| 12    | 20 a 24 | 16    |
| 12    | 15 a 19 | 16    |
| 0     | 10 a 14 | 8     |
| 24    | 5 a 9   | 4     |
| 4     | 0 a 4   | 12    |

## Economia
El 2007 la població en edat de treballar era de 152 persones, 104 eren actives i 48 eren inactives. De les 104 persones actives 99 estaven ocupades (52 homes i 47 dones) i 5 estaven aturades (2 homes i 3 dones). De les 48 persones inactives 25 estaven jubilades, 8 estaven estudiant i 15 estaven classificades com a «altres inactius».

### Ingressos
El 2009 a Ouville-la-Bien-Tournée hi havia 92 unitats fiscals que integraven 225 persones, la mediana anual d'ingressos fiscals per persona era de 18.427 €.

### Activitats econòmiques
Dels 5 establiments que hi havia el 2007, 1 era d'una empresa extractiva, 2 d'empreses de comerç i reparació d'automòbils, 1 d'una empresa d'informació i comunicació i 1 d'una empresa classificada com a «altres activitats de serveis».
L'únic servei als particulars que hi havia el 2009 era una lampisteria.
L'any 2000 a Ouville-la-Bien-Tournée hi havia 9 explotacions agrícoles que ocupaven un total de 351 hectàrees.

## Poblacions més properes
El següent diagrama mostra les poblacions més properes.